# Catocala dana
Catocala dana là một loài bướm đêm trong họ Erebidae.